# Crepuscolo di Tokyo
Crepuscolo di Tokyo (東京暮色?, Tōkyō boshoku) è un film del 1957 diretto da Yasujirō Ozu. Si tratta dell'ultima pellicola in bianco e nero del regista ed è l'unica in cui è presente Isuzu Yamada, la grande attrice del periodo Shōwa.
Tōkyō Boshoku è una tra le opere del dopoguerra più cupe di Ozu, non solo per la trama, ma anche per le numerose scene ambientate di notte, caratterizzate da una bassa illuminazione. Inoltre, l’attrice Ineko Arima, nel ruolo di Akiko, non mostra quasi mai un sorriso per tutta la durata del film.

## Trama
Tokyo. La famiglia Sugiyama, presieduta dall'impiegato di banca Shūkichi, è attanagliata da numerosi problemi interni: la figlia maggiore, Takako, è tornata a casa del padre con la figlia piccola Michiko, per colpa del marito Numata, negli ultimi tempi nevrotico e spesso ubriaco. Akiko, la figlia più giovane di Shūkichi, scopre di essere incinta a seguito della relazione con Kenji, e lo cerca nei bassifondi di Tokyo per poterne discutere. 
Un giorno, Shigeko, sorella minore di Shūkichi, racconta di aver incontrato casualmente Kikuko, madre di Takako, Akiko e di un terzo fratello scomparso, ritornata in città da tempo. Molti anni prima, quando i figli erano piccoli, la donna aveva avuto una relazione con Yamazaki, un subordinato di Shūkichi, nel periodo in cui quest'ultimo era stato inviato in Corea. Quando Shūkichi tornò a casa, Kikuko abbandonò la famiglia e fuggì con Yamazaki in Manciuria. Dopo la morte di Yamazaki in un campo di prigionia, Kikuko aveva conosciuto l'attuale marito, Aijima, con cui gestisce una sala da gioco di mah jong, frequentata anche da Akiko.
La ragazza fa sapere a Kenji della gravidanza e il ragazzo le dà appuntamento in un locale per continuare a parlarne. Akiko aspetta Kenji per diverso tempo, ma lui non si presenta e così un detective che l'aveva seguita la ferma e la porta in centrale per accertamenti, visto che si aggirava da sola per locali in tarda notte.
Trovandosi in difficoltà e avvertendo la mancanza di responsabilità del ragazzo, Akiko decide di abortire volontariamente in una clinica ginecologica. Successivamente, parlando con Takako scopre tutta la verità su Kikuko e va ad incontrarla, accusandola di non essere stata una buona madre. In tarda serata si reca al piccolo ristorante di tagliatelle cinesi dove era solita mangiare con Kenji e proprio lì incontra per caso il ragazzo. Dopo averlo preso a schiaffi, fugge piangendo e viene investita sul passaggio a livello lì vicino.
Akiko viene soccorsa dal proprietario del locale, che riceve in ospedale Shūkichi e Takako e spiega loro quello che è successo. Akiko riesce a parlare con il padre e la sorella, ma non sopravvive. Tempo dopo, Takako si reca alla sala di mah jong e informa la madre, dandole la colpa di tutto. A quel punto Kukiko, abbattuta, accetta di partire con il marito per il nuovo lavoro a Muroran, in Hokkaido, ma prima si reca alla casa dei Sugiyama per fare un'offerta ad Akiko e pregare. Takako la ferma all'entrata, però accetta i suoi fiori. Kukiko la avvisa della partenza imminente.
La donna spera fino all'ultimo che la figlia vada a salutarla in stazione, ma Takako resta a casa con Shūkichi. Decide infine di tornare dal marito Numata, per far sì che la figlia cresca con la presenza di entrambi i genitori. Anche se rimarrà da solo, Shūkichi dice alla figlia di non preoccuparsi.

## Distribuzione

### Date di uscita
Il film è uscito il 30 aprile 1957 in Giappone e il 19 luglio 1972 negli Stati Uniti (Tokyo Twilight).

### Restauro
Il 17 febbraio 2018, il regista Wim Wenders e il musicista Ryūchi Sakamoto hanno introdotto la prima mondiale della versione restaurata in 4K al Festival internazionale del cinema di Berlino. Crepuscolo di Tokyo è stato restaurato nel 2017 partendo da una copia di un negativo 35mm della compagnia Shochiku. La correzione del colore è stata supervisionata anche da Takashi Kawamata, assistente operatore di Ozu all'epoca del film e dal direttore della fotografia Masashi Chikamori, allievo di Kawamata.